# 마이콩 도글라스 시제난두
마이콩 도글라스 시제난두(포르투갈어: Maicon Douglas Sisenando, 1981년 7월 26일~)는 마이콩 도글라스(포르투갈어: Maicon Douglas, 브라질 포르투갈어 발음: [ˈmaikõ ˈdowɡlɐs]) 또는 마이콩(포르투갈어: Maicon, 브라질 포르투갈어 발음: [ˈmaikõ])으로도 알려져 있는 브라질의 전(前) 축구 선수로, 현역 시절 포지션은 라이트백이었다.
그는 적절한 타이밍에서 보여주는 오버래핑, 날카로운 크로스, 탄탄한 신체조건을 바탕으로 한 준수한 수비력으로 다니에우 아우베스와 더불어 현역 최고의 오른쪽 풀백으로 평가된다. 2006년 AS 모나코에서 인터 밀란으로 이적해 온 이래 현재까지 팀의 붙박이 주전으로 활약하면서 브라질 축구 국가대표팀에서도 같은 포지션의 경쟁자인 다니에우 아우베스보다 더 중용되었다. 인테르의 트레블의 주전으로 활약한 그는 이에 대한 보답으로 2010년 8월 26일 UEFA 올해의 수비수상을 수상했다.

## 경력
- 2001년 FIFA 세계 청소년 축구 선수권 대회 국가대표
- 2003년 CONCACAF 골드컵 국가대표
- 2004년 코파 아메리카 국가대표
- 2005년 FIFA 컨페더레이션스컵 국가대표
- 2007년 코파 아메리카 국가대표
- 2009년 FIFA 컨페더레이션스컵 국가대표
- 2010년 FIFA 월드컵 국가대표
- 2011년 코파 아메리카 국가대표
- 2014년 FIFA 월드컵 국가대표

## 수상

#### 크루제이루
- 캄페오나투 브라실레이루 세리 A: 2003
- 코파 두 브라실: 2003
- 캄페오나투 미네이루 : 2002, 2003

#### 인테르나치오날레
- 세리에 A : 2006–07, 2007–08, 2008–09, 2009–10
- 코파 이탈리아 : 2009–10, 2010–11
- 수페르코파 이탈리아나 : 2006, 2008, 2010
- UEFA 챔피언스리그 : 2009-10
- FIFA 클럽 월드컵 : 2010

#### 맨체스터 시티
- 커뮤니티쉴드 : 2012

#### AS 로마
- 세리에 A : 준우승 (2013-14)

#### 브라질
- 남미 U-20 선수권 : 2001
- 코파 아메리카 : 우승 (2004, 2007)
- CONCACAF 골드컵 : 준우승 (2003)
- FIFA 컨페더레이션스컵 : 우승 (2005, 2009)

### 개인
- ESM 올해의 팀 : 2008–09, 2009–10
- UEFA 올해의 수비수 : 2009-10
- UEFA 올해의 팀 : 2010
- FIFA/FIFPro 월드 베스트 XI : 2010
- FIFA 컨페더레이션스컵 베스트 팀 : 2009
- FIFA 월드컵 드림팀 : 2010
- 삼바도르 : 2010
- 인테르 명예의 전당 : 2022